# Smittoidea calceolus
Smittoidea calceolus är en mossdjursart som först beskrevs av William MacGillivray 1887.  Smittoidea calceolus ingår i släktet Smittoidea och familjen Smittinidae. Inga underarter finns listade i Catalogue of Life.